# U-Bahnhof Ullsteinstraße

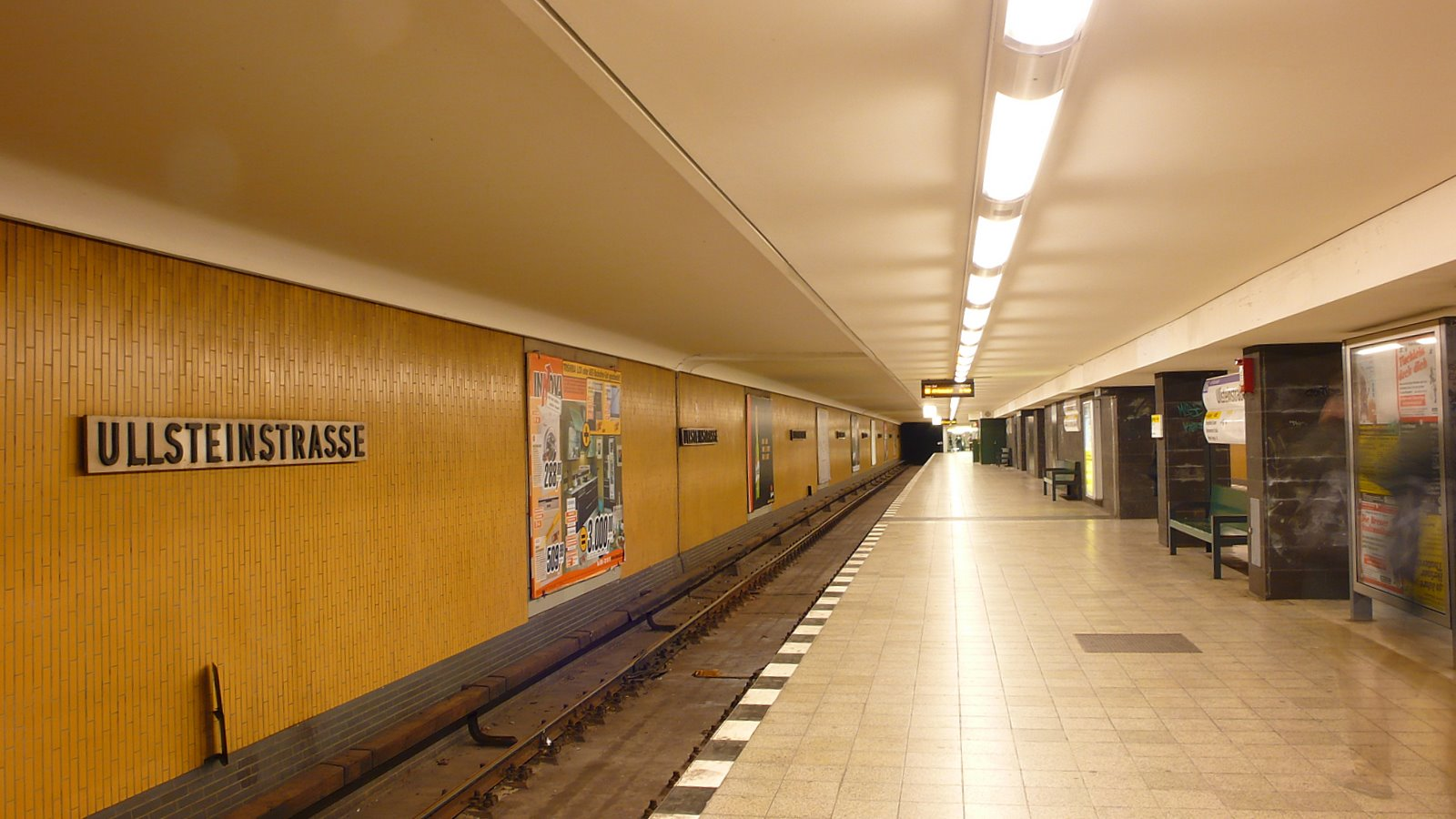

Ullsteinstrasse är en station, döpt efter gatan med samma namn, på linje U6 i Berlins tunnelbana. Den ligger väster om Tempelhofs hamn vid Teltowkanalen. Stationen öppnades 28 februari 1966 som en del i den södra utbyggnaden av linjen tillsammans med övriga linjer på sträckan mellan Tempelhof och Alt-Mariendorf. Den ligger delvis inuti bron Stubenrauchbrücke, under den östra av vägbanorna över Teltowkanalen, och begränsar därför höjden på fartyg som passerar under bron.
Planerna på tunnelbanestationen som en del i den södra förlängningen började redan på 1920-talet men kom att dröja ända fram till 1961 då byggarbetena påbörjades. Stationen är formgiven av Rainer G. Rümmler. Den har fått sitt namn efter familjen Ullstein och deras förlag och tryckeri Ullstein-Verlag som tidigare låg här. Ullsteinhaus ligger fortfarande här.